# عبد الرحمن الكيلاني النقيب
عبد الرّحمن الكيلانيّ النّقيب (1841 م - 1927 م) رئيس المجلس التّأسيسيّ الملكيّ العراقيّ ورئيس أوّل حكومة عراقيّة في العصر الحديث ونقيب أشراف بغداد.

## نسبه
عبد الرحمن بن علي النقيب بن سلمان بن مصطفى القادري بن زين الدين الثاني بن محمد درويش بن حسام الدين الكيلاني النقيب بن نور الدين بن ولي الدين بن زين الدين القادري بن شرف الدين بن شمس الدين محمد بن نور الدين علي بن عز الدين حسين بن شمس الدين محمد الأكحل بن حسام الدين شرشيق  بن جمال الدين محمد الهتاك بن عبد العزيز بن الشيخ عبد القادر الجيلاني  بن موسى الثالث بن عبد الله الجيلي بن يحيى الزاهد بن محمد المدني بن داود أمير مكة بن موسى الثاني بن عبد الله الصالح بن موسى الجون بن عبد الله المحض بن الحسن المثنى بن الحسن المجتبى بن علي بن أبي طالب.

## سيرته
ولد في بغداد لعائلة صوفيّة حفيد زين الدين القادري من ذرّيّة عبد القادر الجيلانيّ، وكان نقيبا لبني هاشم من قبيلة قريش في بغداد. اختير كأوّل رئيس وزراء بعد سقوط الدّولة العثمانيّة في 1920 م وكانت من مهامّه تأسيس الدّوائر والوزارات العراقيّة وانتخاب ملك للعراق، حيث انتخب المجلس الأمير فيصل الأوّل ملكا على عرش العراق في 23 آب (أغسطس) 1921 م.
وتولّى النّقيب رئاسة الحكومة مرّتين بعدها أسندت للشّخصيّة الوطنيّة والسّياسيّ المخضرم عبد المحسن السّعدون عام 1922 م.
وكان عبد الرّحمن الكيلانيّ النّقيب من أشدّ المتمسّكين بالدّولة العثمانيّة ومن المقرّبين للسّلطان العثمانيّ عبد الحميد الثّاني ولقد ناصره بشدّة في موضوع فلسطين وهذا مشهور ويحتسب له، لكن بعد زوال العثمانيين واحتلال الإنجليز للبلدان الإسلاميّة أصبح الوضع معقّدا جدّا في العراق خصوصا بعد ثورة العشرين حيث تصرّف النّقيب بذكاء سياسيّ منقطع النّظير حيث رفض أن يكون ملكا على العراق زهدا بالملك ولكنّه وافق أن يكون رئيسا للوزراء حقنا لدماء المسلمين من الطّائفتين (السّنّة والشّيعة) وحرصا منه وهو الرّجل السّبعيني على بناء دولة القانون وتأسيس دولة عراقيّة حديثة وكان بإمكان الرّجل أن يكون ملكا على العراق لكنّه آثر مصلحة البلد على مصلحته، وأكدت عدد من الوثائق البريطانيّة المحفوظة بلندن وطنيّة النّقيب وإيثاره مصلحة الوطن على العكس ممّا يشاع ضدّه ، فالنّقيب عاش أغلب عمره عثمانيّا قلبا وقالبا لكنّه كان سياسيّا وتعلّم من أستاذه السّلطان عبد الحميد الثّاني ما هي السّياسة وفنونها وكيف تدار فليس عيبا أن يضع النّقيب بلاده نصب عينه ويتعامل مع الأعداء.

## الحكومة الوطنيّة المؤقّتة

عبد المحسن بيك السعدون

بعد أن عقد مؤتمر القاهرة عام 1920 م على أثر ثورة العشرين في العراق ضدّ الاحتلال البريطانيّ وضدّ سياسة تهنيد العراق، أصدر المندوب السّاميّ البريطانيّ بيرسي كوكس أوامره بتشكيل حكومة وطنيّة عراقيّة انتقاليّة برئاسة عبد الرّحمن الكيلانيّ النّقيب وتشكيل المجلس التّأسيسيّ الّذي تولّى من ضمن العديد من المهام انتخاب ملك على عرش العراق، وتشكيل الوزارات والمؤسّسات والدّوائر العراقيّة، واختيار السّاسة العراقيّين لتولّي المهامّ الحكوميّة.
كما تمّ وضع مستشار إنجليزي بجانب كلّ وزير وأعلنت بريطانيا عن رغبتها في إقامة ملكيّة عراقيّة، حيث رشّح العراقيّون من خلال مجلسهم التّأسيسيّ الأمير فيصل بن الشّريف حسين ملكا على العراق، في 23 آب (أغسطس) 1921 م بعد إجراء الانتخابات في المجلس كانت نتيجتها 96% لفيصل. وأجبرت بريطانيا فيصل على توقيع معاهدة معها في 10 تشرين الأوّل (أكتوبر) 1922 م، تضمّنت بعض أسس الانتداب البريطانيّ.

## أهمّ أعمال حكومته
من أهمّ أعمال حكومة عبد الرّحمن الكيلانيّ النّقيب:
- تقسيم العراق إلى وحدات إداريّة: ألوية وأقضية ونواح (نواحي).
- اتّخاذ قرار إطلاق سراح الوطنيّين المبعدين إلى الهند وإصدار عفو عام.
- استدعاء الضّبّاط العراقيّين الّذين عملوا في الحجاز وسوريا خلال الثّورة العربيّة الكبرى 1916 م.
- إنشاء الدّوّاوين والوزارات والدّوائر الرّسميّة.
- ربط العراق بمنظومة حسن جوار للدّول المجاورة قائمة على احترام العراق كبلد مستقلّ.[11]

## المجلس التّأسيسيّ العراقيّ
صدرت الإرادة الملكية في 19 تشرين الأوّل (أكتوبر) 1922 م بتشكيل المجلس التّأسيسيّ ليقرّ تأسيس الوزارات والمؤسّسات الحكوميّة وصياغة دستور المملكة، وقانون انتخاب مجلس النّوّاب، والمعاهدة العراقيّة البريطانيّة. واختير عبد الرّحمن الكيلانيّ النّقيب أوّل رئيس وزراء في المملكة العراقيّة، ثمّ خلفه الشّخصيّة الوطنيّة عبد المحسن السّعدون، كما سمح الملك فيصل بإنشاء الأحزاب السّياسيّة على النّمط الأوروبّي في عام 1922 م. وفي عام 1924 م تمّ التّصديق على معاهدة 1922 م الّتي تؤمّن استقلال العراق ودخوله عصبة الأمم وحسم مشكلة الموصل.
وقد تشكّل المجلس من الشّخصيّات البارزة والفاعلة من مدنيّين وعسكريّين على السّاحة الوطنيّة، والّذين لعبوا دورا في استقلال العراق وتأسيس دولته، منهم عبد الرّحمن الكيلانيّ النّقيب وعبد المحسن السّعدون الّذي أصبح لاحقا رئيسا للوزراء وبكر صدقي الّذي قاد أوّل انقلاب عسكريّ في المنطقة عام 1936 م ورشيد عالي الكيلانيّ الّذي أصبح عام 1941 م، رئيسا لوزراء حكومة الإنقاذ بعد دخول العراق في الحرب العالميّة الثّانية والفريق نوري السّعيد والفريق جعفر العسكريّ الّذي تولّى وزارة الدّفاع، وعبد الوهّاب بيك النّعيمي الّذي كان ناشطا في الجمعيّات السّرّيّة الّتي تدعو لاستقلال العراق، والّذي جمع ودوّن المراسلات والمداولات الّتي سمّيت «مراسلات تأسيس العراق» والّتي تتضمّن الحقائق والأحداث وراء الكواليس الّتي لعبت دورا في تأسيس المجلس التّأسيسيّ والدّولة العراقيّة عام 1921 م.

## أسرته
عرفت أسرة عبد الرّحمن النّقيب منذ القدم بأصولها العلميّة ومجالسها، وكان عبد الرّحمن النّقيب من العلماء الأعلام، حيث أخذ العلم ونهل من مناهل الأدب على نخبة ممتازة من علماء عصره، منهم العلّامة عيسى البندنيجي، والشّيخ عبد السّلام مدرّس الحضرة الكيلانيّة، وغيرهم من مشائخ وعلماء بغداد، فكان يرجع إليه في النّوائب والمهمّات وكان يتردّد على مجلسه في الحضرة الكيلانيّة أو في قصره الواقع على نهر دجلة في محلّة السنك ببغداد مختلف طبقات النّاس، ومن سائر الملل والنّحل، وكان مجلسه أشبه بمجمّع علميّ تبحث فيه مشكلات العلوم وتكشف غوامض أسرار البلد السّياسيّة، فكان محفلا سياسيّا وكلّ ذلك بفضل ما كان يتمتّع به شخص عبد الرّحمن النّقيب من أخلاق فاضلة، وله كتاب «المجالس في المواعظ» حيث كان يلقيه على طلّابه في شهر رمضان في الحضرة القادريّة، وله تفصيل طويل في كتاب نقباء بغداد لمؤلّفه إبراهيم عبد الغنيّ الدّروبيّ.

## مواقفه السّياسيّة
عارض عبد الرّحمن النّقيب الوجود البريطانيّ في العراق بفتوى شرعيّة هي عدم حقّهم في حكم العراق، وعندما وقف خطيبا أمام غيرترود بيل الّتي عرفت بين العراقيّين بـ«مس بيل» ليقول لها: «خاتون، إنّ أمّتكم ثرّيّة وقويّة، فأين قوّتنا نحن؟ إنّني أعترف بانتصاراتكم، وأنتم الحكّام وأنا المحكوم، ولكنّ ذلك لن يدوم وحين أسأل عن رأيي في استمرار الحكم البريطانيّ، أجيب بأنّني من رعايا المنتصر، إنّكم يا خاتون تفهمون صناعة الحكم ولكن لا تفهمون إرادة الشّعوب الكارهة لكم وغدا لناظره قريب».
وقال لها: «إنّكم بذلتم الأموال والنّفوس في سبيل ذلك، ولكم الحقّ في أن تنعموا بما بذلتم ولنا الحقّ في الثّورة ضدّكم» وأضاف: أنّه منع أفراد أسرته من التّدخّل فيما لا يعنيهم، لكنّ الكثيرين من النّاس جاؤوا يطلبون مشورته، فأجابهم أنّ الإنجليز فتحوا هذه البلاد وأراقوا دماءهم في تربتها وبذلوا أموالهم من أجلها، فلا بدّ لهم من التّمتّع بما فازوا به شأن الفاتحين الآخرين، ولكن من حقّ العراقيّين أن ينتفضوا ضدّ الاحتلال ويجب استخدام كلّ شيء في سبيل الحرّيّة والحرب خدعة.
وعندما احتلّت بريطانيا العراق، وكلّفت حكومتها السّير أرنولد ويلسون وكيل الحاكم المدنيّ العامّ في العراق في آخر تشرين الثّاني (نوفمبر) 1918 م باستفتاء العراقيّين في شكل الدّولة الّتي يريدون إقامتها والرّئيس الّذي يختارونه لها، ولمّا ظهرت النّتائج قرّر أرنولد ويلسون إيفاد بيل إلى لندن لكي تشرح للمسؤولين وضع العراق ونتائج الاستفتاء، وزارت بيل السّيّد عبد الرّحمن النّقيب في داره في شباط (فبراير) 1919 م قبيل سفرها إلى لندن، فقال لها: «إنّ الاستفتاء حماقة وسبب للاضطراب والقلاقل»، وأضاف: «لو أن السّير بيرسي كوكس موجود لما كانت هناك حاجة لاستفتاء النّاس عن رأيهم في مستقبل البلاد لأنّ النّاس بصراحة كارهون لكم ومن يقبل بالهوان يا خاتون. الشّعب العراقيّ غيّور على نفسه وناسه»، ولام النّقيب الحكومة البريطانيّة على تعيينها بيرسي كوكس سفيرا لها في طهران، معتبرا أنّ هناك ألف ومائة رجل بوسعهم أنّ يشغلوا منصب السّفارة في طهران، ولكن لا يليق بالعراق سوى بيرسي كوكس الرّجل الّذي حنّكته الأيّام والمعروف والمحبوب وموضع ثقة أهل العراق على حدّ رأيه لأنّه يعرف قوّة العراقيّين وسعيهم للاستقلال، (يذكر أنّ النّقيب كان يكره أنّ يرى أحد أنجال الشّريف حسين حاكما في العراق لأنّه كان متعصّبا للعراق والعراقيّين ولكن شاءت الظّروف أن يحكم أنجال الشّريف حسين ولم يمانع).
وكان عبد الرّحمن النّقيب يطالب بقيام حكومة عربيّة ويعتبر أنّ بحث الاستقلال العربيّ أمر يستحقّ الاهتمام، وكان يرغب في أن يرى العراق تحت أيد عراقيّة بحتة لا إدارة بريطانيّة يسندها جيش احتلال لا يقلّ تعداده عن 40 ألفا، وكان يخشى من انتعاش الجمعيّات السّياسية غير الدّينية وفي كتاب «تاريخ الأسر العلميّة» لمحمّد سعيد الرّاوي الّذي حقّقه الدّكتور عماد عبد السّلام رؤوف: «إنّ السّيّد النّقيب كان يميل إلى النّظام الجمهوريّ منذ وقت مبكّر».
وعندما شنّ بعض البريطانيّين في صحافتهم وفي مجلس العموم|مجلس عموم المملكة المتحدة|مجلس العمومّ واللّوردات حملة على الحكومة البريطانيّة لإجبارها على سحب قوّاتها من العراق قال النّقيب: «إنّه لا يفهم كيف تسمح الحكومة البريطانيّة باستمرار هذا الكلام المزعج»، لأنّه يريد أفعالا لا أقوالا وهذا هو سرّ نجاحه في إدارة الدّولة الأولى، وحين حدّد مسؤول إنجليزي بقاء الاحتلال سنتين قبل أن يتقرّر مصير «الإمارة» قال النّقيب: «لتكن مصلحة العراق فوق الجميع والاحتلال زائل لا محالة».
ولقد ذيّل النّقيب توقيعه على الاتّفاقيّة بالعبارة التّالية: «صاحب السّماحة والفخامة السّير السّيّد عبد الرّحمن أفندي جي بي أي رئيس الوزراء ونقيب أشراف بغداد»، ربّما لإعطاء الاتّفاقّيّة مسحة دينية وقدسيّة خاصة تحول دون تجرّؤ أحد من البريطانيّين من نقضها والالتفاف على استقلال العراق والاعتراض عليها. ومن الجدير بالذكر إنّ إدارة أوقاف الحضرة القادريّة تمتلك عشرات الوثائق الخاصّة بالسّيّد النّقيب الّتي تدلّ على أنّه كان وطنيّا من الطّراز الأوّل.

## من مؤلّفات عبد الرّحمن الكيلانيّ النّقيب
كتاب «الفتح المبين» وهو كتاب في ترجمة جدّه الشّيخ عبد القادر الجيلانيّ، ولحفيده الدّاعية عفيف الدّين الجيلانيّ تعليقات مهمّة، فيها معلومات وثائقية عنه وعن أولاده وطريقته الصّوفيّة والرّد على مخالفيه، وحقق الكتاب جمال الدّين فالح الكيلانيّ.

## في الدراما
وفي «مسلسل سارة خاتون» الّذي عرضته قناة الشّرقيّة — تفاصيل عن سيرته ودوره في الحياة البغداديّة في عهد الدّولة العثمانيّة.

## عالم الاجتماععليّ الوردّيوالسّيّد عبد الرّحمن الكيلانيّ النّقيب
يروي الدكتور عليّ الوردّي، عالم الاجتماع المعروف في مذكّراته «دروس من حياتي» المنشورة بلندن، أنّ السّيّد عبد الرّحمن الكيلانيّ النّقيب كان يأمر نساءه بلبس الحجاب عند مرور الطّائرات الإنجليزيّة، لأنّ تلك الطّائرات تحلّق بشكل واطئ، وكان يخشى على حريمه أن يراهنّ الطّيّار، ويكون بذلك خالف الدّين.

## شجرة عائلته
- تحقيق: «شجرة النسب التاريخية لآل حسام الدين الكيلاني النقيب» لعبد الستار الكيلاني pdf.